# NGC 4289
NGC 4289 est une vaste galaxie spirale vue par la tranche et située dans la constellation de la Vierge. NGC 4289 a été découverte par l'astronome allemand Wilhelm Tempel en 1877.

## Caractéristiques
La classe de luminosité de NGC 4289 est III-IV et elle présente une large raie HI. Elle renferme également des régions d'hydrogène ionisé.

### Distance
Sa vitesse par rapport au fond diffus cosmologique est de 2 966 ± 24 km/s, ce qui correspond à une distance de Hubble de 43,8 ± 3,1 Mpc (∼143 millions d'al).
À ce jour,17 mesures non basées sur le décalage vers le rouge (redshift) donnent une distance de 42,559 ± 5,905 Mpc (∼139 millions d'al), ce qui est à l'intérieur des valeurs de la distance de Hubble.

### Brillance de surface
En raison d'une brillance de surface égale à 14,48 mag/am2, on peut qualifier NGC 4289 de galaxie à faible brillance de surface (LSB en anglais pour low surface brightness). Les galaxies LSB sont des galaxies diffuses (D) avec une brillance de surface inférieure de moins d'une magnitude à celle du ciel nocturne ambiant.

## Groupe de NGC 4235, de M60 et l'amas de la Vierge
Selon A.M. Garcia, NGC 4289 est une des galaxies du groupe de NGC 4235. Ce groupe de galaxies comprend au moins 29 membres, dont 18 apparaissent au New General Catalogue et 4 à l'Index Catalogue.
D'autre part, la galaxie NGC 4289 est l'une des rares galaxies de ce groupe, en fait la seule du New General Catalogue, à ne pas figurer dans une liste de 227 galaxies d'un article publié par Abraham Mahtessian en 1998, le groupe de M60. La désignation VCC 449 indique cependant que cette galaxie fait partie de l'amas de la Vierge.